# Шокало Володимир Михайлович
Володимир Михайлович Шокало
(*19 травня 1948, м. Хорол, нині Лубенський район, Полтавська область — †18 лютого 2013, Харків)— український науковець у галузі радіотехніки, доктор технічних наук, професор, лауреат Державної премії України в галузі науки і техніки.

## Біографія
Володимир Михайлович Шокало народився 19 травня 1948 місті Хорол, нині Лубенський район, Полтавської області
У 1971 році закінчив Харківський інститут радіоелектроніки за спеціальністю «Радіотехніка». Трудову діяльність розпочав на кафедрі антенно-фідерних пристроїв того ж інституту, де обіймав посади інженера, старшого інженера та старшого наукового співробітника.
У 1973—1976 роках навчався в аспірантурі за спеціальністю «Антенно-фідерні пристрої». У 1979 році захистив кандидатську дисертацію на тему «Розробка нових вузлів антенно-фідерних пристроїв в діапазоні НВЧ» у Московському авіаційному інституті.
У подальші роки працював на кафедрах багатоканального електрозв'язку, радіовимірювань, технічної електродинаміки та антен, а з 1997 року — професором кафедри радіотехнічних систем Харківського державного технічного університету радіоелектроніки (ХТУРЕ).
У 1993—1996 роках навчався в докторантурі за спеціальністю «Радіофізика».
У 1996 році захистив докторську дисертацію зі спеціальностей 01.04.03 «Радіофізика» та 05.12.21 «Радіотехнічні системи спеціального призначення».
З 1997 року очолює кафедру основ радіотехніки. Кафедра готує фахівців за спеціальностями «Радіотехніка» та «Системи технічного захисту інформації». У науково-педагогічному складі — 7 професорів, докторів наук, та 16 доцентів, кандидатів наук. Серед видатних науковців кафедри — Б. Л. Кащеєв, Я. С. Шифрін, М. І. Кравченко. Значним внеском у навчальний процес стало видання низки україномовних підручників, зокрема: «Сигнали і процеси в радіотехніці» (Ю. І. Волощук), «Основи теорії кіл» (Ю. О. Коваль, Л. В. Гринченко, І. О. Милютченко), «Електродинаміка та поширення радіохвиль» (В. М. Шокало та ін.), «Організація конфіденційного діловодства» (В. О. Хорошко, В. М. Шокало).
Обіймав посади завідувача кафедри основ радіотехніки (1997—2001, 2001—2013), декана радіотехнічного факультету (1997—2000), директора Інституту радіотехніки і електроніки ХНУРЕ (2000—2005), а також головного редактора науково-технічного збірника «Радіотехніка» (з 2005 року).
Помер 18 лютого 2013 року у Харкові.

## Наукова діяльність
Основні наукові інтереси Володимира Шокала охоплювали розробку антенно-фідерних пристроїв, радіотехнічні системи та радіофізику. Був автором численних наукових праць, опублікованих у фахових виданнях.

## Звання і нагороди
- Лауреат Державної премії України в галузі науки і техніки (2012)
- Нагрудний знак МОН України «Відмінник освіти» (1999)
- Переможець конкурсу «Вища школа Харківщини— кращі імена» (1999)